# Храм Николая Чудотворца (Кузьмино)
Храм Николая Чудотворца — православный храм в урочище Кузьмине Приволжского района Ивановской области.
Описывается как характерная для своего периода сельская церковь в стиле раннего классицизма с некоторыми барочными формами.

## История
Бывший приходской храм. В XVII веке в рамках административно-территориального деления село Кузьмино принадлежало к Плесскому стану Костромского уезда. Согласно церковно-административному делению приход принадлежал к Плесской десятине.
В 1627—1631 годах «за Ондреем Микитиным Тихменевым в поместье по ввозной грамоте 1628 г., что было в поместье за Станиславом Загорским да за вдовою Анною Прокофьевою женою Голоперова, два жеребья деревни что было село Никольское, а жеребей тое деревни пусто в поместье за Ондреем Арестовым, а в нем место церковное, что была церковь Николы чуд., а на церковной земле место дворовое попа…». Говорится о селе Кузьмине, или о соседнем селе Никольском (Ивашихе). В 1646 году «за ним же Ондреем Тихменевым в поместье село Никольское, а Кузьмино тож». В мае 1652 года «из Андреева поместья Тихменева отделено жене его вдове Олександре в половине селе Никольском в усадьбе на прожиток, а в усадьбе церковь Николы чуд., а на церковной земле дом попа… а другая половина отделена брату его родному Степану». В феврале 1653 года «отказано костромитину Тихону Петрову Шетневу прожиточное поместье вдовы Александры Тихменевой». Под 1654 годом упомянута церковь «Николая чуд. в Шухомотской волости в селе Никольском и Кузминском в поместье Тихона Петрова сына Шетнева да Степана Техменева». Под 1678 годом село значилось «за Иваном Ивановым да за Васильем Степановым Техменевыми, да за Михаилом и Яковом Гавриловыми Чаадуевыми». Под 1695 годом указано, что данный храм находится «в поместье Якова да Алексея Чадаевых в селе Кузьмине».
В 1775 году алфавитный список дач генерального и специального межевания Плесского уезда (№ 320 по генеральному плану) отмечено: «Кузминскому Селу Князь Александр Вяземскаго с прочими».
Нынешнее здание храма возведено в 1831 году усердием прихожан из кирпича и побелён по кладке. По состоянию на 1911 год храм был обнесён каменной оградой, внутри которой находилось приходское кладбище. Стоит на вершине холма около дороги.
Храм был закрыт в середине 1930-х годов. В настоящее время не действующий.

## Архитектура и интерьер

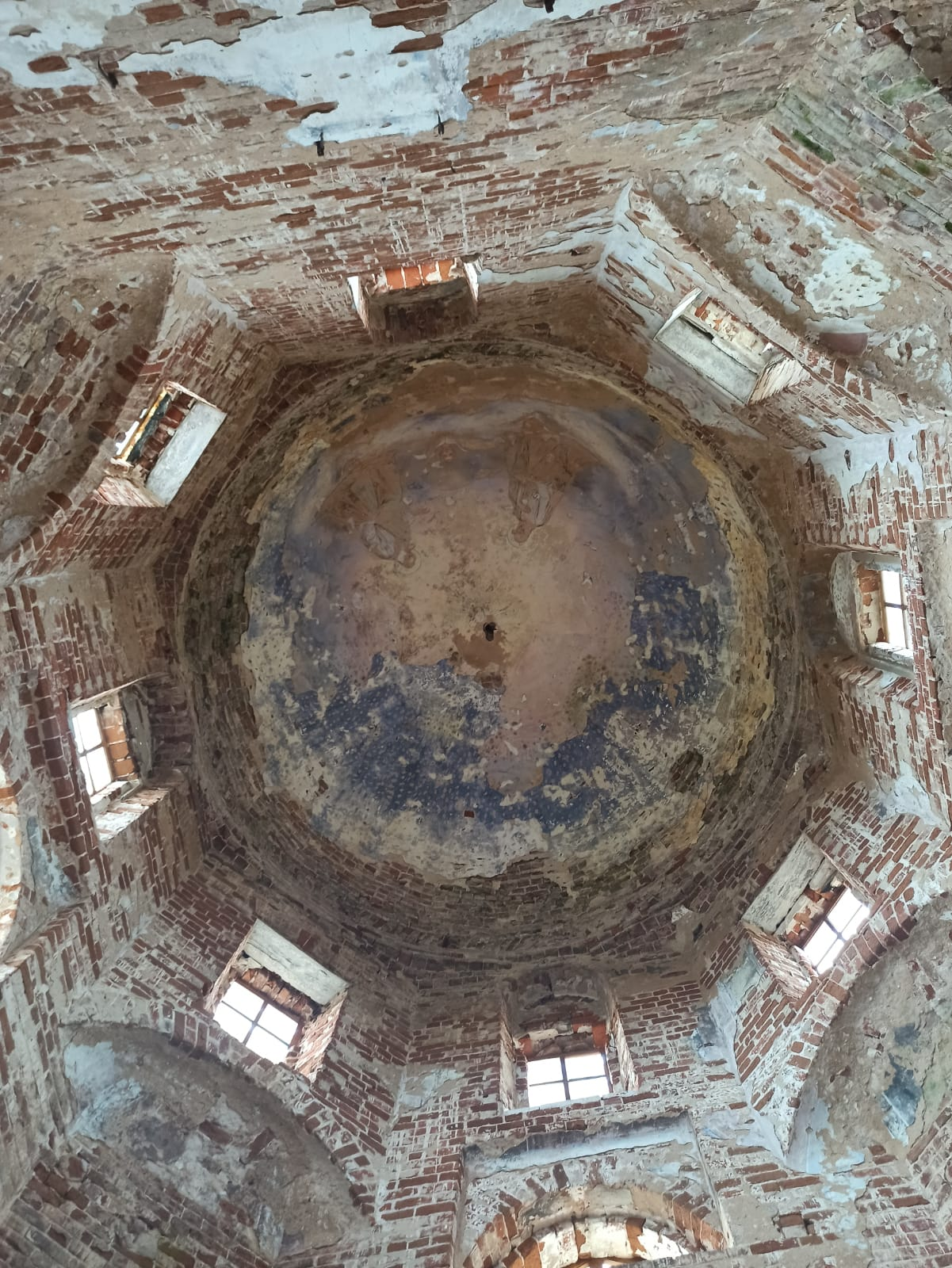
Сохранившиеся росписи

Основной объём представляет собой восьмерик на четверике и включает мощный, квадратный в плане, двусветный нижний ярус, снабжённый широким восьмигранником, несущим изогнутый купол и луковичную главку с перехватом, которая стоит на глухом цилиндрическом барабане. Основные грани восьмерика являются более широкими, они выступают вперед и имеют различной формы окна в три яруса. Алтарная часть храма имеет плавно скругленные углы. Трапезная имеет квадратную форму. Наиболее высокой частью единого сооружения является стройной формы колокольня с четыреми ярусами, имеющая арочные проемы. Колокольня состоит из трёх четвериков и цилиндрического звона с куполом барочного типа, который прорезан круглыми люкарнами. Колокольню венчает тонкий шпиль, имеющий восьмигранное основание.
Углы четверика и нижнего яруса колокольни имеют широкий дощатый руст, завершения объёмов снабжены упрощёнными антаблементами. Прямоугольной формы окна трапезной и нижнего света четверика снабжены подоконными выступами и сандриками с нишками. Боковые фасады четверика имеют круглые окна второго света, которые в прошлом, предположительно, были снабжены фронтонными портиками. Ярусы колокольни на краях граней имеют пилястры и полуколонны, арки — пилястры и архивольты. Восьмерик снабжён полуколоннами на углах, крупными городками в карнизе и рельефным обрамлением, которое соединяет три яруса окон на основных гранях.
Основное помещение храма имеет двухступенчатые тромпы в углах. При переходе к круглому во внутренней части восьмерику основное пространство перекрыто куполом. Коробовый свод алтарной части соседствует с лотками над восточной частью. Трапезная имеет поперечный лотковый свод. Коробовым сводом обладает также колокольня.

## Престолы
Престолов имеется два:
- во имя святителя Николая Чудотворца
- во имя преподобного Алексия, человека Божия[5].